# Norunda härad

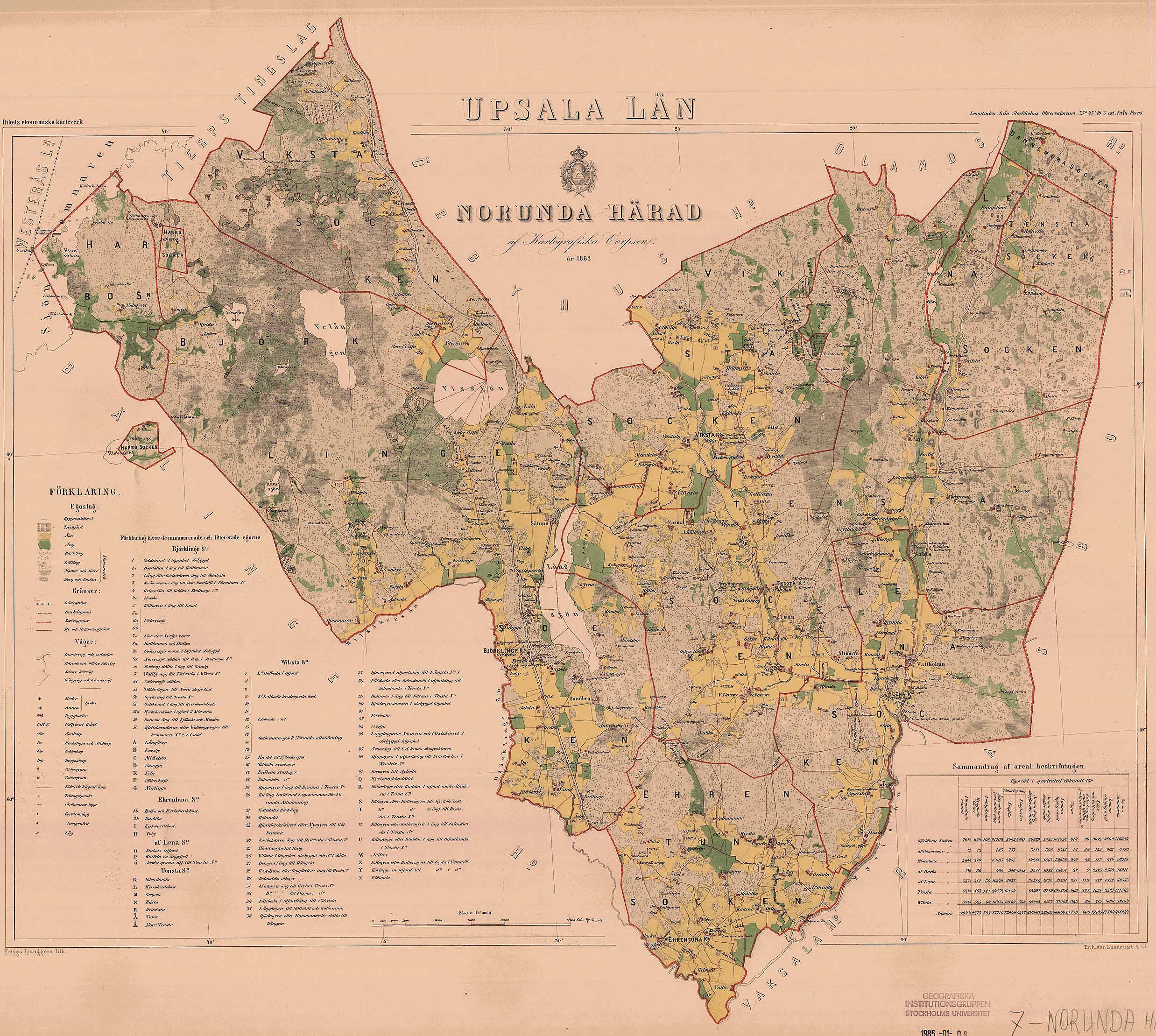
Norunda härad år 1862

Norunda härad var ett härad i mellersta Uppland. Norunda härad omfattade de nordvästra delarna av nuvarande Uppsala kommun samt en del av Östhammars kommun. Bägge kommunerna är idag tillhörande Uppsala län. Den totala arealen mätte drygt 390 km² och befolkningen uppgick år 1912 till 5 859 invånare. Tingsstället är Läby.

## Geografi
Norunda härad var beläget längs med Fyrisåns västra sida mellan Björklingeåns och Vendelåns utlopp i denna, och norr därom på ömse sidor om Fyrisån. Häradet sträckte sig i väster så långt som till sjön Tämnaren. Det omfattade dessutom ett antal mindre sjöar, däribland Långsjön och Velången. Merparten av häradet bestod av ett mer eller mindre öppet slättlandskap - en del av Uppsalaslätten - med en del skogsmarker i nord och nordväst. Här och var fanns mindre kullar och den nordliga avstickaren från Uppsalaåsen. Norunda härad gränsade längst i sydost mot Vaksala härad, i öster mot Rasbo härad, i norr mot Olands och Örbyhus härader och i väst och sydväst mot Bälinge härad.
Det fanns varken några köpingar eller municipalsamhällen inom häradet, men de största tätorterna är numera Storvreta och Björklinge.

### Socknar
Norunda härad omfattade följande socknar:
- Tensta
- Viksta
- Björklinge
- Ärentuna en mindre del tillhörde Rasbo härad
- Lena en mindre del tillhörde Rasbo härad
- Dannemora (fram till slutet av 1500-talet tillhörigt Norunda härad, därefter Olands härad)
- Film (fram till slutet av 1500-talet tillhörigt Norunda härad, därefter Olands härad)
- En mindre del av Harbo socken hörde fram till 1894 till Norunda härad, denna del överfördes därefter till Björklinge socken.

## Historia
Norunda härad, som år 1314 skrevs Norundh, var en del av det medeltida uppländska folklandet Tiundaland. Häradets medeltida tingsplats var belägen i Onslunda i Tensta socken.  Namnet, som år 1302 skrivs Odinslunde och benämns vara Norundas tingsplats, pekar på platsens betydelse som förkristen kultplats och frågan är väckt om inte denna plats kan ha spelat stor roll redan under bronsåldern. Platsen var centralt placerad i häradet inte långt från Fjuckby, men låg i utkanten av socknen. Tingsplatsen flyttade sedermera till Läby gästgivaregård utanför Björklinge. Norunda härad hade under medeltiden troligen två s.k. husabyar tillhörande Uppsala öd. I övrigt är området rikt på lämningar från brons- och järnåldern, med flera gravfält, runstenar och fornborgar. Norr om en av dem - Salstaborg utanför Vattholma - är Salsta slott med anor från 1300-talet beläget. I sin nuvarande form är slottet dock uppfört av friherren Nils Bielke på 1670-talet.
Redan på 1300-talet var bruket i Vattholma ett känt järnbruk. Med vallonerna fick bruket ett uppsving på 1600- och 1700-talet. Merparten av malmen bröts i Dannemora gruvor längre norrut, men en del mindre brytning förekom även i Lena socken i Norunda. Parallellt med järnbruket kom även ett mässingsbruk att uppföras i Vattholma.
Norunda härad förlänades 1448 till ärkebiskop Jöns Bengtsson (Oxenstierna) sedan denne godkänt Karl Knutsson (Bonde) som svensk konung .

## Län, fögderier, domsagor, tingslag och tingsrätter
Häradet har från 1634 hört till Uppsala län. Församlingarna i häradet tillhör(de) Uppsala stift.
Häradets socknar hörde till följande fögderier:
- 1720-1878 Uppsala läns Femte fögderi
- 1879-1885 Uppsala läns Fjärde fögderi
- 1886-1945 Örbyhus fögderi
- 1946-1966 Tiunda fögderi
- 1967-1990 Uppsala fögderi

Häradets socknar tillhörde följande domsagor, tingslag och tingsrätter:
- 1680-1883 Norunda tingslag inom
  - 1680-1689 Bälinge, Vaksala, Rasbo, Ulleråker, Hagunda, Norunda och Örbyhus häraders domsaga
  - 1689-1714 Bälinge, Vaksala, Rasbo, Norunda och Örbyhus häraders domsaga
  - 1715-1852 Olands, Norunda och Örbyhus domsaga, även kallad Uppsala läns norra domsaga
  - 1853-1883 Uppsala läns norra domsaga (Olands, Norunda och Örbyhus härader)
- 1884-1970 Uppsala läns norra domsagas tingslag i Uppsala läns norra domsaga

- 1971- Uppsala tingsrätt och dess domsaga

### Webbkällor
- Nationella arkivdatabasen för uppgifter om fögderier, domsagor, tingslag och tingsrätter